# Veres Pálné Gimnázium

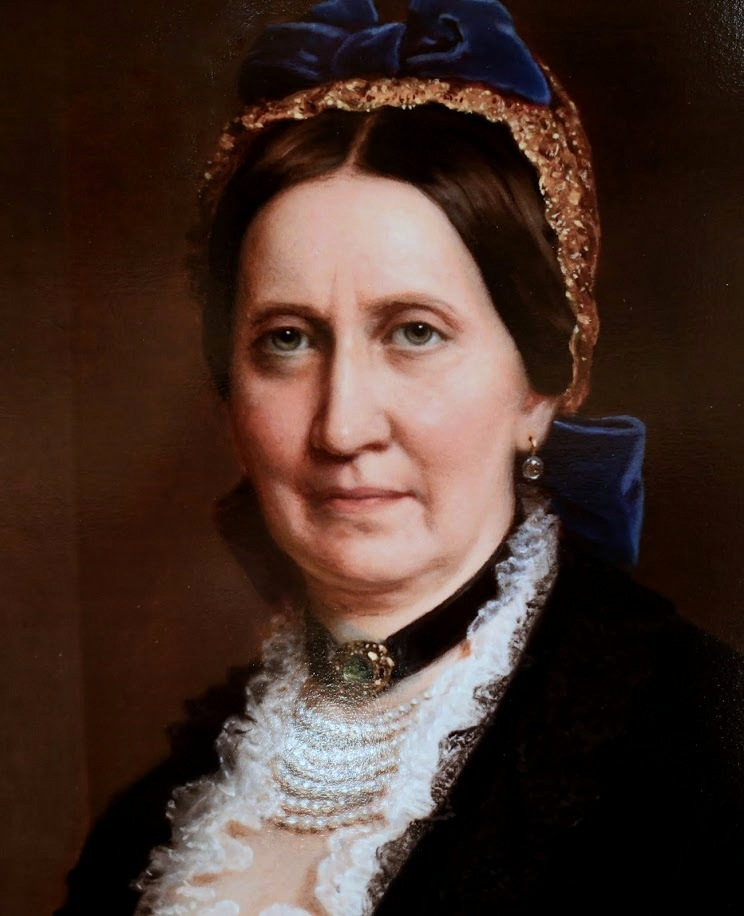
Veres Pálné, Barabás Miklós olajfestményének részlete (1881)

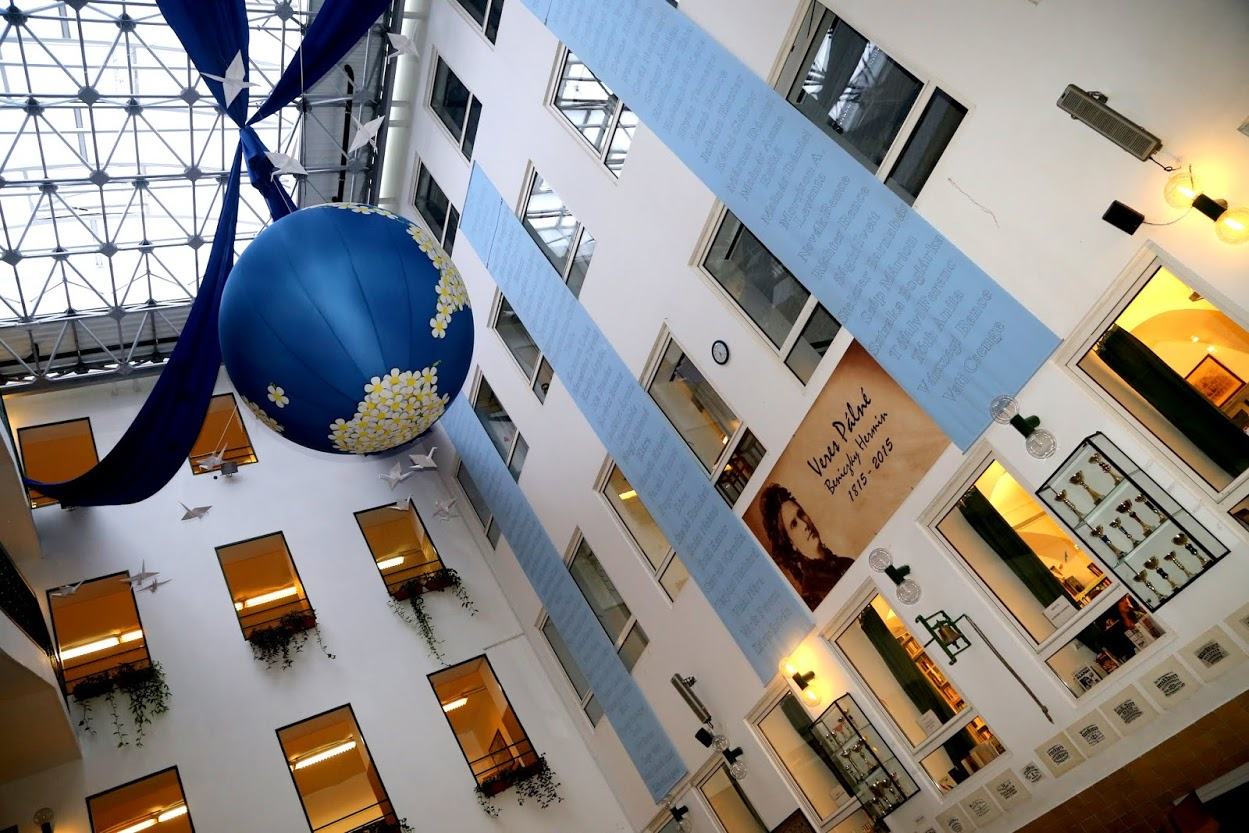
A gimnázium aulája a 200-as jubileumi évben (2016)

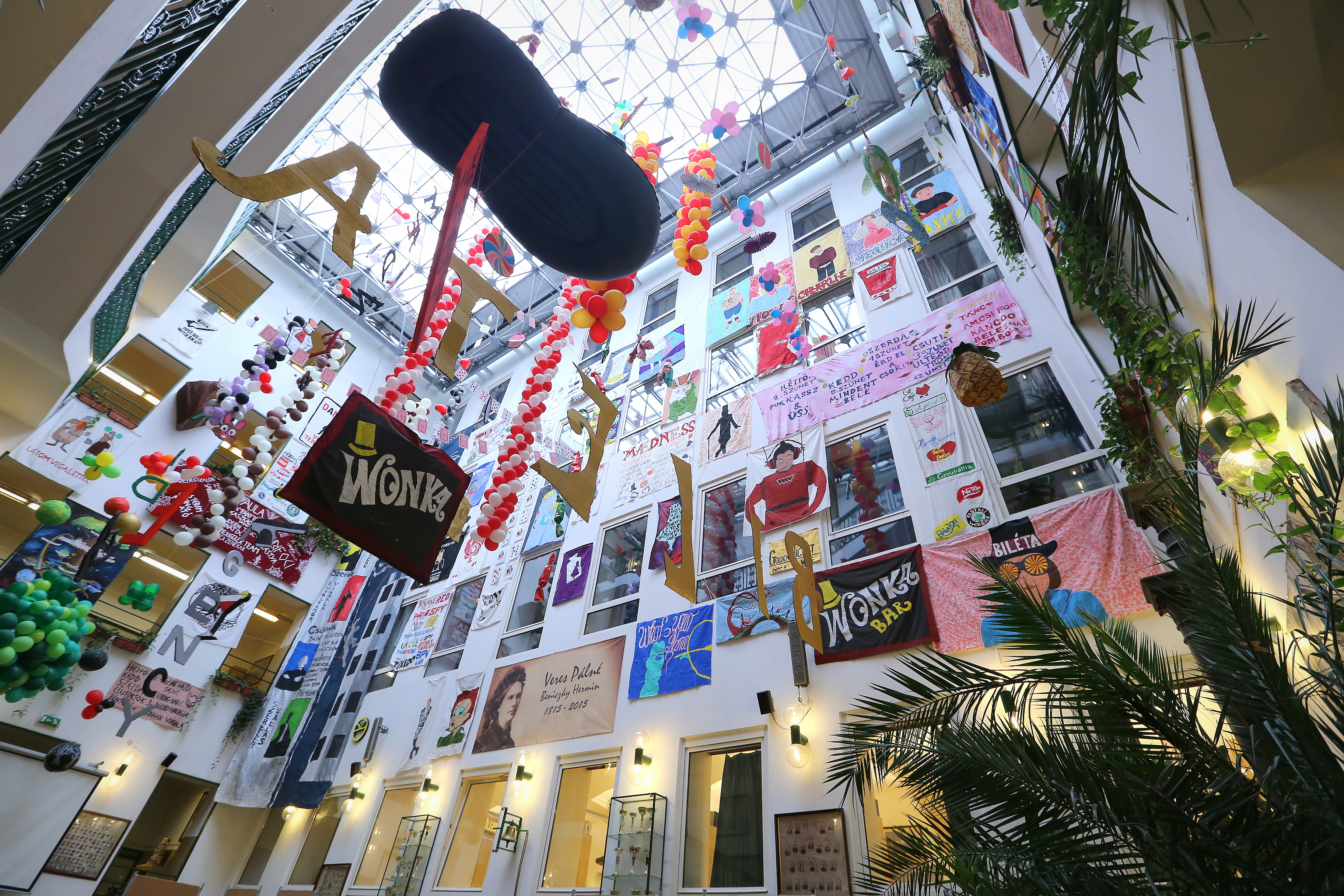
A gimnázium aulája a 2017-es VPG-napok idején

A Veres Pálné Gimnázium (VPG) Budapest V. kerületében, a Veres Pálné utcában található. Egyike a legjobb eredményeket felmutató hazai középiskoláknak.

## Az iskola története
Az iskolát 1869-ben alapította Veres Pálné (született Beniczky Hermin) 14 leánytanulóval, 9 tanárral és a maga által készített tantervvel, a nők magasabb fokú képzésének érdekében. (Veres Pálné életrajzát regényes formában Kertész Erzsébet írta meg.) Az alapító születésének 200. évfordulójáról ünnepség keretében emlékeztek meg a jelenlegi diákok és tanárok. Veresné írásaiból Gráberné Bősze Klára készített Füveskönyvet. 
Az első végzett, érettségiző leányok hozták létre a Volt Iskolatársak Szövetségét. 1948-ban az Országos Nőképző Egylet Leánygimnáziuma állami tulajdonba került. Az eredeti iskolaépület a Közgazdasági Egyetem kollégiumaként működött. Az iskola 1963-ban koedukált oktatási intézménnyé vált.

## Oktatás
A gimnáziumban négy- és hatévfolyamos képzés folyik.

## Egyéb
A VPG évszázados énekes hagyományait folytatva a gimnáziumban énekkar is működik. Olyan karnagyok irányították, mint Szakolczay-Riegler Ernő, vagy a 20. század legendás karnagyai, Ugrin Gábor és Arany János. A jelenlegi kórust 1994-ben Réger Mónika alapította, és napjainkban György Norbert vezeti. A 2007-től Jubilus kórus néven működő énekkar számos hazai és nemzetközi versenyen nyert díjakat, kitüntetéseket. 

## Neves diákok
- Ambrus János
- B. Radó Lili
- Balkay Géza
- Bánhegyi Lea
- Batiz Kinga
- dr. Bónis Katalin
- Celler Zsuzsanna
- Czeke Marianne
- Darvas Lili
- Dienes Valéria
- Ecséry Lilla
- Erdélyi Zsuzsanna
- Egri Bálint
- Fazekas Anna
- Fabinyi Tamás
- Ferencz Éva (színművész)
- dr. Fráter Rózsa
- Gazsó György
- Gombocz Orsolya
- Göllner Mária
- Győrfi Pál
- Hamari Júlia
- Hirsch Sarolta
- Klár Mária
- Kronberger Lily
- Lajos Mari ( Hemző Károlyné)
- Lázár Fruzsina
- Lukács Norbert
- Majoros Márta, Ugrin Gáborné
- Megyery Ella
- Megyery Sarolta
- Nébald György
- Nébald Rudolf
- Osztie Zoltán
- Palánkay Klára
- Petz Dénes
- Ránki Júlia
- Réger Monika
- Róth Árpádné Bermann Margit
- Schiffer András
- Szabó László
- Szentkirályi Alexandra
- Szarvas Klári
- Szeleczky Zita
- Szinyey Merse Anna
- Turcsányi Erzsébet
- Vajda Károly (irodalomtudós)
- Vargha Ilona (Podmaniczky Pálné)
- Voit Krisztina
- dr. Zacher Gábor
- Zerkowitz Judit

## Rangsor
|     | 2018 | 2019 | 2020 | 2021 | 2022 | 2023 | 2024 |
| --- | ---- | ---- | ---- | ---- | ---- | ---- | ---- |
| HVG |      |      |      | 22   | 22   | 21   | 14   |